# Atrocolus mariahelenae
Atrocolus mariahelenae är en skalbaggsart som beskrevs av Monné M. A. och Monné M. L. 2008. Atrocolus mariahelenae ingår i släktet Atrocolus och familjen långhorningar. Inga underarter finns listade.